# Phyllis Williams Lehmann
Phyllis Williams Lehmann, (Brooklyn, 12 de novembro de 1912 – Haydenville, 29 de setembro de 2004) foi uma arqueóloga clássica americana que se especializou no complexo de templos de Samotrácia, onde descobriu uma terceira estátua da Vitória Alada (1949), que é mantido hoje no Museu Arqueológico de Samotrácia e recuperou os dedos perdidos da mão da famosa Vitória Alada de Samotrácia no Louvre.

## Biografia
Williams se bacharelou no Wellesley College em 1934. Ela visitou a Samotrácia pela primeira vez em 1938, como estudante de doutorado na equipe da Universidade de Nova York liderada por Karl Lehmann. Ela recebeu seu PhD em 1943 e se casou com Lehmann no ano seguinte. Ela foi diretora assistente de campo das escavações na Samotrácia entre 1948-1960 e diretora interina entre 1960-1965, e permaneceu intimamente envolvida pela Samotrácia pelo resto de sua carreira. Ela foi membro do corpo docente do Smith College de 1946 a 1978 e foi reitora lá de 1965 a 1970.
Entre suas publicações estão As esculturas pedimentais de Hieron na Samotrácia (1962) e Samotrácia III: O Hieron, (1969), que recebeu o Prêmio Hitchcock da Sociedade de Historiadores da Arquitetura em 1969. Ela foi eleita Fellow da Academia Americana de Artes e Ciências em 1979. Em 1970, ela se aposentou em sua casa em Haydenville, Massachusetts, onde morreu em 2004.